# Imbir lekarski

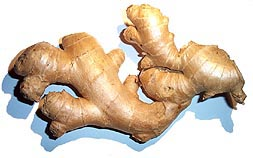
Kłącze

Imbir lekarski (Zingiber officinale Rosc.) – gatunek rośliny uprawnej z rodziny imbirowatych (Zingiberaceae). W stanie dzikim obecnie nie występuje. Pochodzi prawdopodobnie z Melanezji.

## Morfologia
ŁodygaPędy płonne osiągają wysokość od 80 do 100 cm. Pędy kwiatowe krótsze, łuskowate i bezlistne. Kłącze grube, mięsiste, o jasnobrązowej barwie. Jest silnie rozgałęzione i pokryte łuskowatymi liśćmi.
LiścieDuże, lancetowate, długimi pochwami obejmujące łodygę. Wyrastają w dwóch rzędach.
KwiatyZebrane w kłosowate kwiatostany. Mają barwę zielonkawożółtą z fioletową. Są to kwiaty grzbieciste o bardzo małym kielichu i kolorowe, trzykrotnie wciętej koronie z żółtymi płatkami i fioletową warżką.

## Zastosowanie
- Roślina uprawna. Jadalne kłącze imbiru jest rośliną przyprawową, znaną w Azji już 3000 lat temu. Stamtąd przewieziony przez Fenicjan dotarł nad Morze Śródziemne – początkowo jako środek płatniczy. Przez następne lata Aleksandria była najważniejszym ośrodkiem importu imbiru. W XIII wieku Arabowie przenieśli imbir do Afryki Wschodniej, Portugalczycy na początku XVI wieku – do Afryki Zachodniej, a Hiszpanie – na wyspy Morza Karaibskiego. Obecnie jest powszechnie uprawiany na Jamajce, w Indiach, Malezji, Chinach, Sierra Leone[4]. Nadaje się do uprawy doniczkowej.
- Sztuka kulinarna: Imbir jest przyprawą znaną w wielu krajach świata. Używa się jej głównie w kuchniach azjatyckich. Ma specyficzny, silny aromat z odświeżającą, nieco słodkawą nutą, zaś w smaku jest palący i lekko gorzki. Ów ostry smak i zapach zawdzięcza dużej ilości olejków eterycznych: gingerolu, zingeronu i cytralu.
  - Młode, sześciomiesięczne kłącza można spożywać jak warzywo, kandyzować lub konserwować w syropie cukrowym. Starsze, dziewięciomiesięczne kłącza suszy się i używa jako przyprawy do pierników, biszkoptów, zup, pieczonego mięsa, a także do deserów i kawy[potrzebny przypis]. Imbiru używa się do produkcji parkina oraz piwa typu ginger ale. Z imbiru można również robić wino. Wraz z chmielem i innymi przyprawami jest używany do produkcji miodów pitnych korzenno-ziołowych[potrzebny przypis].
  - Imbir wchodzi również w skład ostrej wschodniej przyprawy – curry.
  - Jest uważany za afrodyzjak.

- Roślina lecznicza: Działa korzystnie na procesy trawienne i układ krążenia. Łagodzi bóle żołądkowe i zębów, wzmaga apetyt. Pobudza układ odpornościowy organizmu. Pomaga przy przeziębieniach, kaszlu, nieżytach gardła i oskrzeli. Zapobiega mdłościom. Obniża stężenie cholesterolu we krwi. Dezynfekuje jamę ustną. U szczurów podnosi poziom testosteronu[7].

### Olejek imbirowy
Olejek w swoim składzie zawiera α-zingiberen, α-fernazen, α-pinen, kamfen, linalol, β-pinen, geraniol, cytral, β-felandren, limonen, cyneol, octan geraniolu, α-myrcen, α-longipinen, β-selenen, β-bisabolol, (+)-β-cytronelol i neridol.
Olejek wykazuje działanie immunomodulacyjne. W stężeniu 10 ng/ml w znacznym stopniu hamuje namnażanie limfocytów T (o 27%), obniża ogólną liczbę limfocytów T (o 43%), limfocytów T pomocniczych (o 74%) i powoduje wzrost liczby limfocytów T supresorowych (o 43%). Wśród Gram-ujemnych bakterii beztlenowych najbardziej wrażliwe na olejek są szczepy z gatunków Tannerella forsythia ((MIC ≤ 1,2-5,0 mg/ml) oraz Bacteroides uniformis (MIC = 5,0 mg/ml). Spośród innych bakterii beztlenowych średnio wrażliwe na składniki olejku są: Bacteroides vulgatus (MIC 7,5-10 mg/ml), Bacteroides ureolyticus, Fusobacterium nucleatum, większość szczepów Porphyromonas asaccharolytica oraz Prevotella intermedia i P. levii. Spośród Gram-dodatnich bakterii beztlenowych wrażliwe (MIC ≤ 1,2-10 mg/ml) na działanie olejku są Finegoldia magna, Parvimonas micros, Peptostreptococcus anaerobius, Actinomyces odontolyticus, Actinomyces viscosus. Olejek imbirowy hamuje in vitro rozwój wirusa HSV-2 (IC50 0,0001%). Wykazuje umiarkowane działanie przeciw drożdżakom (głównie przeciw Candida glabrata).